# Ébola na Nigéria
Os casos da doença pelo vírus Ébola na Nigéria foram relatados em 2014 como uma pequena parte da epidemia da doença pelo vírus Ébola (comumente conhecida como "Ébola"), originária da Guiné, que representou o primeiro surto da doença em um país da África Ocidental. Surtos anteriores foram confinados a países da África Central.

## Epidemiologia

### Surto da África Ocidental
Os pesquisadores geralmente acreditam que um garoto de um ano de idade, mais tarde identificado como Emile Ouamouno, que morreu em dezembro de 2013 na vila de Meliandou, na província de Guéckédou, Guiné, foi o caso-índice da epidemia da doença pelo vírus Ebola. Sua mãe, irmã e avó ficaram doentes com sintomas semelhantes e também morreram. As pessoas infectadas por esses casos iniciais espalham a doença para outras aldeias.
Embora o Ebola represente um importante problema de saúde pública na África Subsaariana, nenhum caso foi relatado na África Ocidental e os primeiros casos foram diagnosticados como outras doenças mais comuns na região. Assim, a doença teve vários meses para se espalhar antes de ser reconhecida como Ebola.

### Caso de índice
O caso-índice na Nigéria foi um americano-liberiano, Patrick Sawyer, que voou da Libéria para a cidade mais populosa de Lagos em 20 de julho de 2014. Sawyer ficou violentamente doente ao chegar ao aeroporto e morreu cinco dias depois. Em resposta, o governo nigeriano observou todos os contatos de Sawyer em busca de sinais de infecção e aumentou a vigilância em todos os pontos de entrada do país.

### Transmissão subsequente
Em 6 de agosto de 2014, o ministro da Saúde nigeriano disse a repórteres: "Ontem foi registrado o primeiro nigeriano conhecido por morrer de Ebola. Essa foi uma das enfermeiras que atendeu o liberiano. Os outros cinco novos casos confirmados estão sendo tratados em uma ala de isolamento. . " O médico que tratou Sawyer, Ameyo Adadevoh, também morreu posteriormente de Ebola. Em 22 de setembro de 2014, o Ministério da Saúde da Nigéria anunciou: "Atualmente, não há casos de Ebola na Nigéria. Todos os contatos listados sob vigilância foram acompanhados por 21 dias". Segundo a OMS, 20 casos e 8 óbitos foram confirmados, além do caso importado, que também morreu. Quatro dos mortos eram profissionais de saúde que cuidavam de Sawyer. Ao todo, 529 contatos foram seguidos e, nessa data, todos completaram um período obrigatório de vigilância de 21 dias.

### Surto contido com sucesso

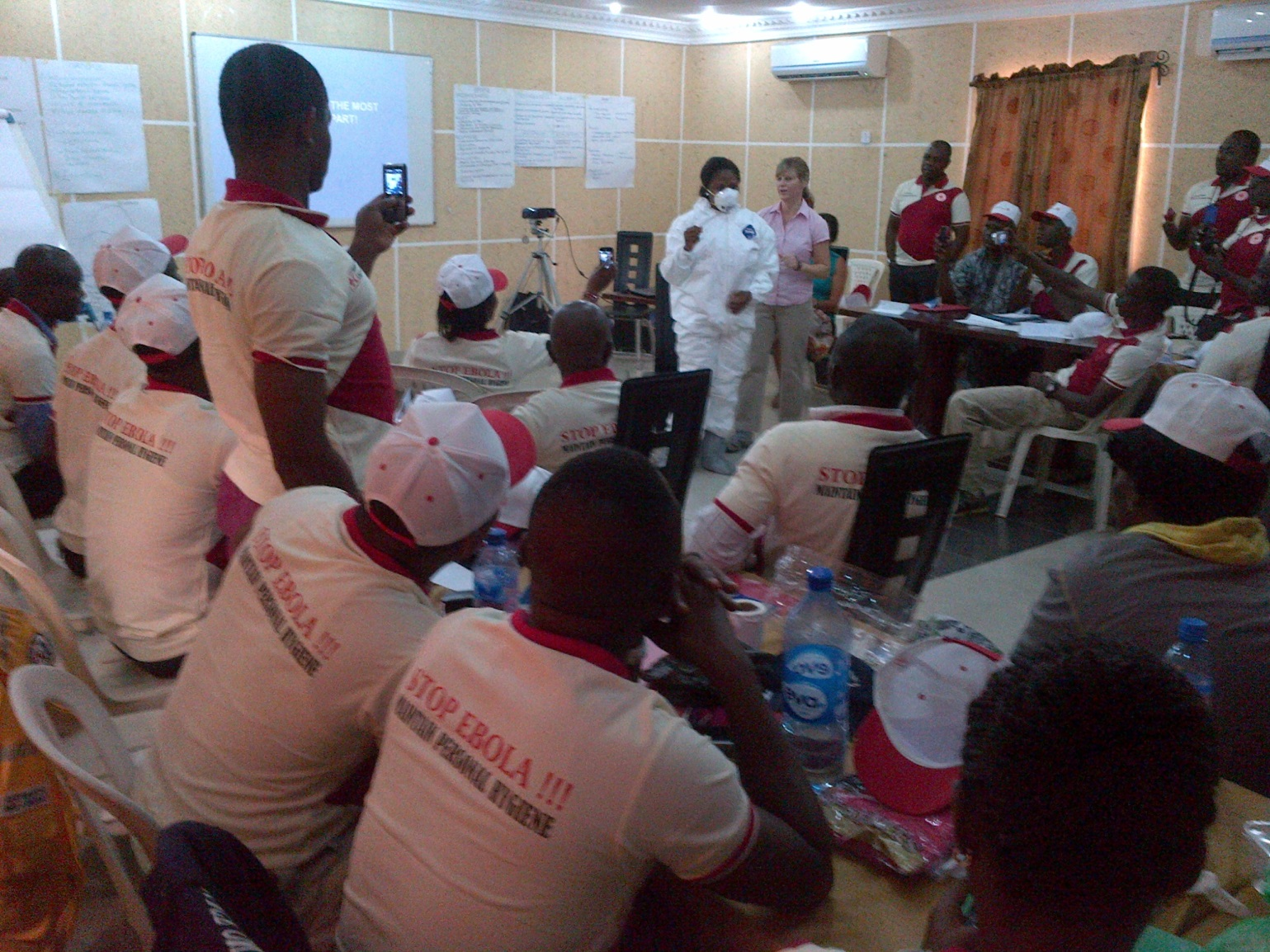
Profissionais de saúde nigerianos em um evento de treinamento, agosto de 2014

Em 9 de outubro de 2014, o Centro Europeu de Prevenção e Controle de Doenças (ECDC) reconheceu o papel positivo da Nigéria no controle do esforço para conter o surto de Ebola. "Desejamos agradecer ao Ministério Federal da Saúde, Abuja, Nigéria, e à equipe do Centro de Emergência do Ébola que coordenou a gestão de casos, contenção de surtos e protocolos de tratamento na Nigéria". As respostas rápidas da Nigéria, incluindo rastreamento intenso e rápido de contatos, vigilância de contatos em potencial e isolamento de todos os contatos foram de particular importância no controle e limitação do surto, segundo o ECDC. Elogiando os esforços bem-sucedidos da Nigéria para controlar o surto, "a OMS geralmente medida declarou o feito 'um trabalho de detetive epidemiológico de classe mundial'".
O representante da OMS na Nigéria declarou oficialmente que a Nigéria estava livre do Ebola em 20 de outubro, depois que nenhum novo caso ativo foi relatado nos contatos de acompanhamento, afirmando que era uma "espetacular história de sucesso".

### Contribuições de alívio para a África Ocidental
Em 14 de agosto de 2014, o governo nigeriano disse que Aliko Dangote doou US $ 1 milhão para impedir a propagação do surto de vírus Ebola. Em 5 de novembro de 2014, médicos voluntários chegaram à Libéria e Serra Leoa, indo da Nigéria. As primeiras chegadas incluíram 100 voluntários em Freetown, Serra Leoa e outros 76 na Libéria. A Nigéria anunciou que enviaria 600 voluntários para ajudar a conter a propagação da doença.

## Contexto: Saúde na Nigéria
A prestação de serviços de saúde na Nigéria é uma responsabilidade simultânea dos três níveis de governo no país e do setor privado. A Nigéria vem reorganizando seu sistema de saúde desde a Iniciativa Bamako de 1987, que promoveu formalmente métodos baseados na comunidade para aumentar a acessibilidade de medicamentos e serviços de saúde à população, em parte implementando as taxas de uso. A nova estratégia aumentou drasticamente a acessibilidade por meio da reforma da saúde baseada na comunidade, resultando em uma prestação de serviços mais eficiente e equitativa. Uma estratégia de abordagem abrangente foi estendida a todas as áreas da assistência médica, com subsequente aprimoramento nos indicadores de assistência médica e melhoria na eficiência e custo dos serviços de saúde.
O sistema de saúde nigeriano é continuamente confrontado com uma escassez de médicos conhecida como 'fuga de cérebros', devido à emigração de médicos nigerianos qualificados para a América do Norte e Europa. Em 1995, estimou-se que 21.000 médicos nigerianos estavam praticando apenas nos Estados Unidos, o que é quase o mesmo que o número de médicos que trabalham no serviço público nigeriano. A retenção desses profissionais caros e treinados foi identificada como um dos objetivos do governo.
Apesar disso, no surto de Ebola de 2014, a Nigéria foi o primeiro país a conter e eliminar efetivamente a ameaça do Ebola que estava devastando outros três países da região da África Ocidental. O método nigeriano exclusivo de rastreamento de contatos tornou-se um método eficaz usado posteriormente por outros países, como os Estados Unidos, quando foram descobertas ameaças de Ebola.

## Na cultura popular
O filme de suspense nigeriano 93 Days, de 2016, dedicado a Ameyo Adadevoh, conta a história do tratamento de Patrick Sawyer por Adadevoh e outras equipes médicas e a contenção bem-sucedida do surto.